# Dammsjön (Skinnskattebergs socken, Västmanland, 663542-149251)
Dammsjön är en sjö i Skinnskattebergs kommun i Västmanland och ingår i Norrströms huvudavrinningsområde. Sjön har en area på 0,123 kvadratkilometer och ligger 127,2 meter över havet.

## Delavrinningsområde
Dammsjön ingår i det delavrinningsområde (663522-149235) som SMHI kallar för Namn saknas. Medelhöjden är 135 meter över havet och ytan är 2,29 kvadratkilometer. Räknas de 31 avrinningsområdena uppströms in blir den ackumulerade arean 388,77 kvadratkilometer. Hedströmmen som avvattnar avrinningsområdet har biflödesordning 3, vilket innebär att vattnet flödar genom totalt 3 vattendrag innan det når havet efter 199 kilometer. Avrinningsområdet består mestadels av skog (57 procent). Avrinningsområdet har 0,13 kvadratkilometer vattenytor vilket ger det en sjöprocent på 5,7 procent. Bebyggelsen i området täcker en yta av 0,73 kvadratkilometer eller 32 procent av avrinningsområdet.